# Heiligenschwendi
Heiligenschwendi é uma comuna da Suíça, no Cantão Berna, com cerca de 661 habitantes. Estende-se por uma área de 5,55 km², de densidade populacional de 119 hab/km². Confina com as seguintes comunas: Hilterfingen, Homberg, Oberhofen am Thunersee, Sigriswil, Teuffenthal, Tune.
A língua oficial nesta comuna é o Alemão.